# Friedrich I của Phổ
Friedrich I, còn viết là Frederic (đọc là Frêđêrich) (11 tháng 7 năm 1657 – 25 tháng 2 năm 1713) là một thành viên của Nhà Hohenzollern. Ông là Tuyển hầu tước xứ Brandenburg (1688 – 1713) đồng thời là Công tước xứ Phổ trong liên minh cá nhân (Brandenburg-Phổ), với tên gọi Friedrich III. Sau này, ông trở thành vị vua đầu tiên của Vương quốc Phổ, trị vì nước này từ năm 1701 đến khi qua đời năm 1713. Từ năm 1707, ông còn là Vương công xứ Neuchâtel (tiếng Đức: Fürstentum Neuenburg). Ông cũng là cha của vua Friedrich Wilhelm I và là ông nội của Friedrich II Đại đế. Trong thời gian cầm quyền của mình, ông sống xa hoa và bảo trợ nền nghệ thuật và học vấn - khoa học.

## Tiểu sử

### Thân thế
Ông chào đời tại Königsberg, là con trai thứ ba của Tuyển hầu tước Friedrich Wilhelm xứ Brandenburg. Mẹ ông, Louise Henriette xứ Orange-Nassau, là vợ cả của Friedrich Wilhelm, đồng thời là con gái cả của Frederick Henry, Thân vương xứ Oranje và Amalia xứ Solms-Braunfels. Thông qua Louise Henriette, Friedrich là anh họ của vua Anh William III. Sau khi Friedrich Wilhelm qua đời vào ngày 29 tháng 4 năm 1688, Friedrich trở thành Tuyển hầu tước Friedrich III xứ Brandenburg. Vào năm 1694, ông mời kiến trúc sư Andreas Schlüter (1660 – 1740) đến kinh thành Berlin. Khác với các vị vua lỗi lạc khác của Vương triều Hohenzollern, ông ưa lối sống xa hoa.

### Vua ở Phổ
Nhà Hohenzollern của Friedrich bấy giờ trị vì tại Phổ-Brandenburg, bao gồm Lãnh địa Bá tước Brandenburg bên trong Đế quốc La Mã Thần thánh, và Công quốc Phổ nằm bên ngoài Đế quốc. Dù đã là Bá tước và Tuyển hầu xứ Brandenburg đồng thời là Công tước xứ Phổ, Friedrich có ý muốn lên nắm giữ một chức vụ cao hơn - Quốc vương. Tuy nhiên, theo bộ luật Đức thời bấy giờ, không có một Vương quốc nào được hiện hữu trong Đế quốc La Mã Thần thánh, ngoại trừ xứ Bohemia có vua chính là Hoàng đế La Mã Thần thánh.
Thế là ông thuyết phục Leopold I - Đại vương công Áo đồng thời là Hoàng đế La Mã Thần thánh dân tộc Đức - phong vương cho ông. Cuộc thương lượng được tổ chức, Friedrich cho rằng xứ Phổ không hề thuộc về Đế quốc La Mã Thần thánh, chính vì vậy Hoàng đế không thể cấm Tuyển hầu tước xứ Brandenburg lên làm Vua ở Phổ với một lý do mang tính chính trị hay pháp lý nào cả. Friedrich đã được nhà ngoại giao người Pháp Charles Ancillon giúp đỡ trong những cuộc thương lượng với triều đình Áo. Cuối cùng thì hoàng đế Leopold I đã công nhận nền độc lập của Vương quốc Phổ. Sự công nhận này nhằm đổi lại việc Friedrich liên minh với Áo tiến đánh quân Thổ Nhĩ Kỳ và quân của vua Pháp Louis XIV trong Chiến tranh Kế vị Tây Ban Nha. Quân của ông đánh bại quân Pháp trong trận Neuss.
Như vậy, vào ngày 18 tháng 1 năm 1701, ông tự phong mình làm "Đức Vua Friedrich I ở Phổ", đặt vương miện lên đầu ông và vợ ông tại Königsberg. Ông đã thiết lập Huy chương Đại bàng đen nhằm kỷ niệm lễ đăng quang này. Để chứng tỏ rằng Vương quyền của Friedrich I chỉ hạn chế tại Phổ và không làm giảm quyền lợi của Hoàng đế tại lãnh thổ thuộc Phổ nằm trong Đế quốc La Mã Thần thánh dân tộc Đức, ông chỉ xưng làm "Quốc vương ở Phổ" (König in Preußen) thay vì "Quốc vương của Phổ" (König von Preußen). Mãi đến thời cháu nội ông - Friedrich II Đại đế (làm vua ở Phổ từ năm 1740) - tước hiệu "Quốc vương Phổ" mới được sử dụng vào năm 1772. Vương triều Hohenzollern luôn luôn thành công trong việc lên chức. Từ là Bá tước xứ Nuremberg, đã lên làm Tuyển hầu tước xứ Brandenburg, Quận công xứ Phổ và bây giờ là Quốc vương của nước Phổ.
Dưới triều vua Friedrich I, nước Phổ trở thành thịnh vượng. Nhà vua tiếp tục thực hiện những chính sách xây dựng đất nước của cha mình. Ông là một nhà bảo trợ vĩ đại của nền nghệ thuật và học vấn, đặc biệt là Gottfried Leibniz. Để bảo trợ nghệ thuật, ông sử dụng cả ngân sách Hoàng gia Phổ. Hoàng cung Charlottenburg của vị Hoàng hậu tài hoa của ông - Sophia Charlotte xứ Hanover - trở thành "Cung đình của thơ ca", vì Hoàng hậu đam mê văn hóa. Bà được gọi là "Bà hoàng Cộng hòa", và có chút tư cách của người cháu nội của bà là vua Friedrich II Đại Đế. Bà trò chuyện với nhà triết học Gottfried Leibniz, và có lẽ đây là điềm báo hiệu cho những cuộc bàn luận triết học sáng suốt của vị vua vĩ đại Friedrich II Đại Đế và người bạn thân yêu Voltaire. Vào năm 1696, vua Friedrich I đã sáng lập "Akademie der Künste" - tức Viện Hàn lâm Nghệ thuật tại thành phố Berlin. Ông cũng là vị quân vương đã thiết lập Trường Đại học Halle. Năm 1700, ông thiết lập Hiệp hội Khoa học Hoàng gia Phổ (Königlich Preußische Sozietät der Wissenschaften). Ông sống với những lính hầu người Thuỵ Sĩ và xây dựng một cung điện xa hoa tại kinh thành Berlin. Ông cũng khuyến khích những người Huguenot sang định cư tại Phổ, để dựng xây những ngành công nghiệp mới. Quốc vương Friedrich II Đại Đế sau này đã nhận định về ông:
| “                  | Thời vua Friedrich I, kinh thành Berlin là một Athena của phương Bắc. Thời vua Friedrich Wilhelm I, kinh thành là một Sparta của phương Bắc. | ” |
| — Friedrich Đại đế | |   |

Quốc vương Friedrich I cũng gầy dựng lực lượng Quân đội Phổ gồm 40.000 binh sĩ, dù phải đối mặt với những cơn dịch bệnh và chính sự xa hoa của ông. Ông cho quân tham chiến phe Liên minh chống Pháp trong cuộc Chiến tranh Kế vị Tây Ban Nha. Cuộc chiến này đã mang lại vinh dự lớn lao cho Quân đội Phổ, và có vai trò quyết định đối với sự phát triển lớn mạnh của truyền thống quân sự Phổ. Không những thế, nhiều tướng tá Phổ như Leopold I xứ Anhalt-Dessau (còn gọi là "Dessauer Già") đã học hỏi được những bí quyết giúp John Churchill, Công tước thứ nhất của Marlborough đánh tan tác quân Pháp. Vương công Leopold I trở nên dày dặn kinh nghiệm và sẽ còn phò tá đắc lực cho vị Quốc vương lỗi lạc của nước Phổ - Friedrich II Đại Đế (1740 - 1786) sau này. Do vua thường ăn chơi, ông giao cho các triều thần cai quản việc nước, Triều đình Phổ trở thành một bộ máy cai trị tốt. Vả lại, thần dân Phổ dường như đẹp lòng trước lễ đăng quang xa hoa và những công trình xây dựng của ông.

### Gia đình
Vua Friedrich I đã kết hôn ba lần:
1. Elizabeth Henrietta xứ Hesse-Kassel (hay Hesse-Cassel) là người vợ đầu tiên của ông, Với người này, ông có một đứa con gái tên là Louise Dorothea. Louise Dorothea sinh năm 1680 và chết ở tuổi 25 mà không để lại một đứa con nào.
2. Sophia Charlotte xứ Hanover là người vợ thứ hai của ông. Với người này, ông có vua Friedrich Wilhelm I. Thái tử Friedrich Wilhelm chào đời năm 1688, sau kế vị cha làm vua nước Phổ.
3. Năm 1708, ông cưới Sophia Louise xứ Mecklenburg-Schwerin. Ông không có con cái với người này. Bà mất năm 1735.

Vào năm 1713, Quốc vương Friedrich I qua đời tại kinh đô Berlin, được làm lễ an táng long trọng và chôn cất tại Đại giáo đường Berlin (Berliner Dom). Theo ghi nhận của nhà sử học Koser:
| “                   | ...và, một cung đình xa hoa cũng theo Ngài xuống mồ, và mở đường cho sự giản dị của tầng lớp tư sản và sự khổ hạnh quân sự. | ” |
| — Koser, 1921, I, 3 | |   |

Hoàng tử Friedrich Wilhelm, tức Quốc vương Friedrich Wilhelm I, lên nối ngôi, tiến hành kỷ luật khắt khe. [[Cháu nội ông là Friedrich II Đại đế (1712 - 1786) đã gọi ông là một "vị vua hám lợi", vì ông đã giành được lợi nhuận lớn nhờ vào việc đem Quân đội Phổ đi đánh thuê trong cuộc chiến bảo vệ những vùng đất khác, chẳng hạn như cuộc chiến bảo vệ miền bắc Ý trước sức tấn công của quân Pháp.. Friedrich Đại đế đã viết về ông nội mình: 
Các nhà sử học thường chỉ trích ông vì lối sống xa xỉ, hoang phí. Mặt khác, tuy yếu kém hơn tiên liệt Friedrich Wilhelm I, vua Friedrich I đã tiếp nối công trình xây dựng đất nước do vị "Tuyển hầu tước vĩ đại" này đề xướng.

## Tổ phụ của Friedrich I
Bốn thế hệ tổ phụ của Friedrich I
|  |                                                     |  |  |  |  |  |  |  |  |  |  |  |  |  |  |  |
|  | 8. John Sigismund, Tuyển hầu tước xứ Brandenburg    |  |  |  |  |  |  |  |  |  |  |  |  |  |  |  |
|  |                                                     |  |  |  |  |  |  |  |  |  |  |  |  |  |  |  |
|  |                                                     |  |  |  |  |  |  |  |  |  |  |  |  |  |  |  |
|  | 4. George William, Tuyển hầu tước xứ Brandenburg    |  |  |  |  |  |  |  |  |  |  |  |  |  |  |  |
|  |                                                     |  |  |  |  |  |  |  |  |  |  |  |  |  |  |  |
|  |                                                     |  |  |  |  |  |  |  |  |  |  |  |  |  |  |  |
|  | 9. Anna, Nữ Công tước xứ Phổ                        |  |  |  |  |  |  |  |  |  |  |  |  |  |  |  |
|  |                                                     |  |  |  |  |  |  |  |  |  |  |  |  |  |  |  |
|  |                                                     |  |  |  |  |  |  |  |  |  |  |  |  |  |  |  |
|  | 2. Friedrich Wilhelm, Tuyển hầu tước xứ Brandenburg |  |  |  |  |  |  |  |  |  |  |  |  |  |  |  |
|  |                                                     |  |  |  |  |  |  |  |  |  |  |  |  |  |  |  |
|  |                                                     |  |  |  |  |  |  |  |  |  |  |  |  |  |  |  |
|  | 10. Frederick IV, Tuyển hầu tước xứ Palatine        |  |  |  |  |  |  |  |  |  |  |  |  |  |  |  |
|  |                                                     |  |  |  |  |  |  |  |  |  |  |  |  |  |  |  |
|  |                                                     |  |  |  |  |  |  |  |  |  |  |  |  |  |  |  |
|  | 5. Elizabeth Charlotte xứ Palatinate                |  |  |  |  |  |  |  |  |  |  |  |  |  |  |  |
|  |                                                     |  |  |  |  |  |  |  |  |  |  |  |  |  |  |  |
|  |                                                     |  |  |  |  |  |  |  |  |  |  |  |  |  |  |  |
|  | 11. Louise Juliana xứ Nassau                        |  |  |  |  |  |  |  |  |  |  |  |  |  |  |  |
|  |                                                     |  |  |  |  |  |  |  |  |  |  |  |  |  |  |  |
|  |                                                     |  |  |  |  |  |  |  |  |  |  |  |  |  |  |  |
|  | 1. Friedrich I của Phổ                              |  |  |  |  |  |  |  |  |  |  |  |  |  |  |  |
|  |                                                     |  |  |  |  |  |  |  |  |  |  |  |  |  |  |  |
|  |                                                     |  |  |  |  |  |  |  |  |  |  |  |  |  |  |  |
|  | 12. William the Silent                              |  |  |  |  |  |  |  |  |  |  |  |  |  |  |  |
|  |                                                     |  |  |  |  |  |  |  |  |  |  |  |  |  |  |  |
|  |                                                     |  |  |  |  |  |  |  |  |  |  |  |  |  |  |  |
|  | 6. Frederick Henry, Thân vương xứ Oranje            |  |  |  |  |  |  |  |  |  |  |  |  |  |  |  |
|  |                                                     |  |  |  |  |  |  |  |  |  |  |  |  |  |  |  |
|  |                                                     |  |  |  |  |  |  |  |  |  |  |  |  |  |  |  |
|  | 13. Louise de Coligny                               |  |  |  |  |  |  |  |  |  |  |  |  |  |  |  |
|  |                                                     |  |  |  |  |  |  |  |  |  |  |  |  |  |  |  |
|  |                                                     |  |  |  |  |  |  |  |  |  |  |  |  |  |  |  |
|  | 3. Louise Henriette xứ Orange-Nassau                |  |  |  |  |  |  |  |  |  |  |  |  |  |  |  |
|  |                                                     |  |  |  |  |  |  |  |  |  |  |  |  |  |  |  |
|  |                                                     |  |  |  |  |  |  |  |  |  |  |  |  |  |  |  |
|  | 14. Johan Albrecht I xứ Solms-Braunfels             |  |  |  |  |  |  |  |  |  |  |  |  |  |  |  |
|  |                                                     |  |  |  |  |  |  |  |  |  |  |  |  |  |  |  |
|  |                                                     |  |  |  |  |  |  |  |  |  |  |  |  |  |  |  |
|  | 7. Amalia xứ Solms-Braunfels                        |  |  |  |  |  |  |  |  |  |  |  |  |  |  |  |
|  |                                                     |  |  |  |  |  |  |  |  |  |  |  |  |  |  |  |
|  |                                                     |  |  |  |  |  |  |  |  |  |  |  |  |  |  |  |
|  | 15. Agnes xứ Sayn-Wittgenstein                      |  |  |  |  |  |  |  |  |  |  |  |  |  |  |  |
|  |                                                     |  |  |  |  |  |  |  |  |  |  |  |  |  |  |  |
|  |                                                     |  |  |  |  |  |  |  |  |  |  |  |  |  |  |  |